# Я остаюсь
«Я остаю́сь» — российский художественный фильм, вышедший в прокат 19 апреля 2007 года, дебютная режиссёрская работа Карена Оганесяна. Последняя роль в кино российского актёра Андрея Краско.
Режиссёр Карен Оганесян получил за фильм специальный приз «Серебряный абрикос» ежегодного кинематографического фестиваля «Золотой абрикос», проводимого в Ереване (Армения).
Первоначально фильм имел названия «Вторая жизнь доктора Тырсы» и «Кома».

## Сюжет
Доктор Тырса лечит людей обычными медицинскими методами и раздражается, когда с ним заговаривают про потустороннее, загробную жизнь и общение с умершими. Единственное, что по-настоящему способно затронуть его сердце, — судьба его единственной дочери, безответно влюблённой в своего начальника. Именно из-за неё доктор и оказывается в беде: вследствие удара шаром для боулинга по голове впадает в кому, состояние между жизнью и смертью. С этого момента его взгляды на мир существенно меняются. Встретив на том свете других людей, тоже находящихся в коме, он становится более человечным, мудрым и терпимым. Это помогает ему вернуться к жизни, защитить дочь от посягательств циничного ухажёра и помочь ей обрести настоящую любовь.

## В ролях
- Андрей Краско — Виктор Павлович Тырса (роль озвучивал Семён Фурман)
- Фёдор Бондарчук — инструктор
- Андрей Соколов — Глеб Валентинович Шахов
- Нелли Уварова — Евгения Тырса, дочь доктора
- Елена Яковлева — Наталья Тырса, жена доктора
- Алёна Бондарчук — Аня
- Галина Польских — Светлана Юрьевна
- Владимир Епифанцев — Антон, директор похоронного агентства
- Евгений Жариков — Олег Сапрунов, врач, друг и коллега Тырсы
- Ирина Гринёва — Юля
- Константин Соловьёв — Борис
- Георгий Мартиросян — Юрий Затонский, певец
- Константин Воробьёв — ассистент Ламы Сулеймуна
- Наталья Стукалина — Ксюша, жена Антона, стоматолог
- Екатерина Волкова — Лариса
- Екатерина Маликова — Ляля, подруга Глеба Шахова

## Съёмки
Фильм снимали в мае 2006 года в Копанищенском меловом карьере близ города Лиски (Воронежская область).

## Награды и номинации
Список приводится в соответствии с данными IMDb.
| Награды и номинации                        | Награды и номинации                 | Награды и номинации                    | Награды и номинации | Награды и номинации |
| Награда                                    | Категория                           | Номинант                               | Результат           |                     |
| ------------------------------------------ | ----------------------------------- | -------------------------------------- | ------------------- | ------------------- |
| Ереванский кинофестиваль «Золотой абрикос» | «Лучший фильм „Армянской панорамы“» |                                        | Номинация           |                     |
| MTV Russia Movie Awards 2008               | «Лучший саундтрек»                  | «Из-за меня» — «Би-2» и Диана Арбенина | Победа              |                     |
| MTV Russia Movie Awards 2008               | «Лучшая мужская роль»               | Фёдор Бондарчук                        | Номинация           |                     |
| «Жорж»                                     | «Лучший отечественный фильм»        |                                        | Номинация           |                     |

## Телесериал
В 2010 году вышел телесериал «Доктор Тырса», где роль доктора Тырса сыграл друг Андрея Краско актёр Михаил Пореченков.